# 柏岗站
柏岗站位于中华人民共和国江西省南昌市南昌县迎宾中大道与富山东大道和斗柏路交叉口地下，是南昌地铁3号线的地铁车站，车站于2020年12月26日和3号线一同启用。

## 车站结构
车站为地下二层岛式车站:54；南端设一条单渡线:36。

### 楼层
| 1层  | 地面               | 出入口                     |  |  |
| -1层 | 站厅               | 自动售票机、客服中心       |  |  |
| -2层 |                    | █ 3号线 往银三角北（斗门） |  |  |
|      | 岛式站台，左侧开门 |                            |  |  |
|      |                    | █ 3号线 往京东大道（沥山） |  |  |

### 出入口
| 编号                   | 指示           | 图片 | 建议前往的目的地                     |
| ---------------------- | -------------- | ---- | ------------------------------------ |
| 出口 · 1L              | 迎宾北大道东侧 |      | 学府雅居、斗柏路小学、江西省莲塘二中 |
| 出口 · 2L · 升降机标志 | 迎宾北大道东侧 |      | 澄湖中路                             |
| 出口 · 3L              | 迎宾北大道西侧 |      | 柏岗村                               |
| 出口 · 4L              | 富山大道东南侧 |      | 迎宾珑湾                             |
| 註： 設有              |                |      |                                      |

## 历史
- 2014年3月21日公布的“南昌市城市快速轨道交通建设规划（2014-2020）环评”显示本站名为澄湖中路站，为高架站[2]。
- 2014年10月29日南昌市轨道交通3号线工程项目环境影响评价第一次公示信息确认包括本站在内的3号线所有车站以及路段改为地下敷设[3]
- 2015年5月5日《南昌市城市轨道交通第二期建设规划(2015-2021)》得国家发改委批复，显示本站名为“澄湖中路站”[4]。
- 2015年7月20日南昌市轨道交通3号线工程环境影响评价文件拟受理情况的公示，[5]公布了《南昌市轨道交通3号线工程环境影响报告书（公示稿）》[1]。
- 2015年8月4日《关于南昌市轨道交通3号线工程规划选址的批前公示》，“澄湖中路站”位于斗柏路与迎宾大道的交叉口[6][7]。
- 2016年8月6日南昌晚报报道了地铁2、3号线车站改名情况；本站改名为斗柏路站[8]。
- 2017年2月8日公布了《2、3号线站点更名及4号线命名方案获批》，本站名为柏岗站[9]。